# Petridia latypos
Petridia latypos är en fjärilsart som beskrevs av Diakonoff 1983. Petridia latypos ingår i släktet Petridia och familjen vecklare. Inga underarter finns listade i Catalogue of Life.